# Trần Nhất Đan
Trần Nhất Đan (tiếng Trung: 陈一丹; bính âm: Chén Yīdān; sinh năm 1971), còn được gọi là Charles Chen, là một doanh nhân và nhà từ thiện người Trung Quốc. Ông là người đồng sáng lập Tencent.

## Tiểu sử
Trần Nhất Đan sinh ra ở Huệ Châu, Quảng Đông và lớn lên ở Thâm Quyến. Ông lấy bằng cử nhân hóa học ứng dụng tại Đại học Thâm Quyến và bằng thạc sĩ luật kinh tế tại Đại học Nam Kinh.

## Tencent
Năm 1998, ông đồng sáng lập công ty cổ phần internet Tencent cùng với Mã Hóa Đằng, Trương Chí Đông, Hứa Thần Nghiệp và Tằng Lập Thanh. Ông từng là giám đốc hành chính của công ty (CAO). Ông cũng lãnh đạo Quỹ từ thiện Tencent của công ty.
Vào tháng 3 năm 2013, ông từ chức CAO của Tencent. Ông tiếp tục gắn bó với công ty với tư cách là cố vấn, nhà tài trợ và chủ tịch của Quỹ từ thiện Tencent.

## Từ thiện
Vào tháng 3 năm 2013, ông thành lập Quỹ từ thiện sau khi từ chức CAO của Tencent.

### Cao đẳng Vũ Hán
Năm 2009, ông đồng sáng lập Trường Cao đẳng Vũ Hán và trở thành người khởi xướng. Năm 2015, ông đã quyên góp 20 triệu nhân dân tệ để hỗ trợ việc xây dựng thư viện của trường đại học và mua tài liệu.

### Công nhận
Năm 2015, ông có tên trong danh sách các nhà từ thiện hàng đầu của Viện Từ thiện Trung Quốc. Năm 2016, ông cũng xuất hiện trong Danh sách xếp hạng từ thiện của Trung Quốc. Vào tháng 6 năm 2017, ông được Forbes vinh danh là một trong những nhà từ thiện hàng đầu của Trung Quốc.